# Уйское (Костанайская область)
Уйское (прежнее название - Мечетное, Мечеть) (каз. Үй) — упразднённое село в Фёдоровском районе Костанайской области Казахстана. Исключено из учётных данных в 2023 году. Входило в состав Вишнёвого сельского округа. Код КАТО — 396837400. Не следует путать село Уйское с существовашим в XX веке поселком Уйский Федоровского района, располагавшемся примерно в 20 км. к западу от села Уйское. 

## География
Расположено на берегу реки Уй, в лесостепной зоне, на границе Казахстана и России.
Климат умеренно континентальный. Среднегодовое количество осадков около 400 мм. Средняя температура воздуха в январе: −15 °C, в июле: +19 °C.

## История административно-территориального подчинения
В XIX веке село входило в состав Киньаральской волости Кустанайского уезда Тургайской области России, в начале XX века в состав Уйской волости (того же уезда и области), затем в состав Каменно-Белоярской волости Боровского района Челябинской губернии РСФСР. С 1922 года в составе  Каменно-Белоярской волости Боровского уезда Казакской АССР, затем Каменского сельсовета Введенского района Кустанайского уезда, а с 1964 года входит в состав Фёдоровского района Костанайской области. В 2019 году село упразднено

## История
Основано во второй половине XIX века представителями Младшего жуза (род Жаппас). Поселенцы проживали в землянках, которые также использовались для содержания скота Основу хозяйственной деятельности с момента образования населённого пункта составляло земледелие.  
В 1905 году местная община на собственные средства возвела мечеть, после чего село получило название Мечетное . В начале XX века начался приток представителей других народов Российской империи, а позднее — СССР, что способствовало формированию многонационального состава населения.    
Значительный этап развития связан с кампанией по освоению целинных земель. В 1964 году был образован совхоз «Минский», что привело к масштабным изменениям в инфраструктуре: на смену землянкам и баракам пришли типовые жилые дома. В этот период в село прибыли переселенцы из Белоруссии и других регионов страны. Активно строились объекты социально-культурного назначения, а в 1970–1980-х годах наблюдался устойчивый демографический рост.  
В постсоветский период, в 1993 году, в Уйское переселилась группа выходцев из Монголии, однако к концу 1996 года они покинули село из-за сложных социально-экономических условий. Этот процесс положил начало общей тенденции к оттоку населения, усугублённой экономическим кризисом 1990-х годов.
Историческое наследие села отражает этапы его развития: от традиционного казахского аула до многоэтничного поселения с элементами советской инфраструктуры. Современное название «Уйское» закрепилось в период административно-территориальных преобразований второй половины XX века.

## Население
| Год  | Мужчины | Женщины | Всего |
| ---- | ------- | ------- | ----- |
| 1909 | 28      | 30      | 58    |
| 1922 | 49      | 47      | 96    |
| 1999 | 110     | 122     | 232   |
| 2009 | 64      | 55      | 119   |
| 2021 | 32      | 24      | 56    |

На 1909 год село во главе с аксакалом Абдулом Адаевым насчитывало 58 душ в 11 семьях. В 1999 году население села составляло 232 человека (110 мужчин и 122 женщины). По данным переписи 2009 года, в селе проживало 119 человек (64 мужчины и 55 женщин). По данным переписи 2021 года, в селе проживало 56 человек (32 мужчины и 24 женщины).

## Галерея

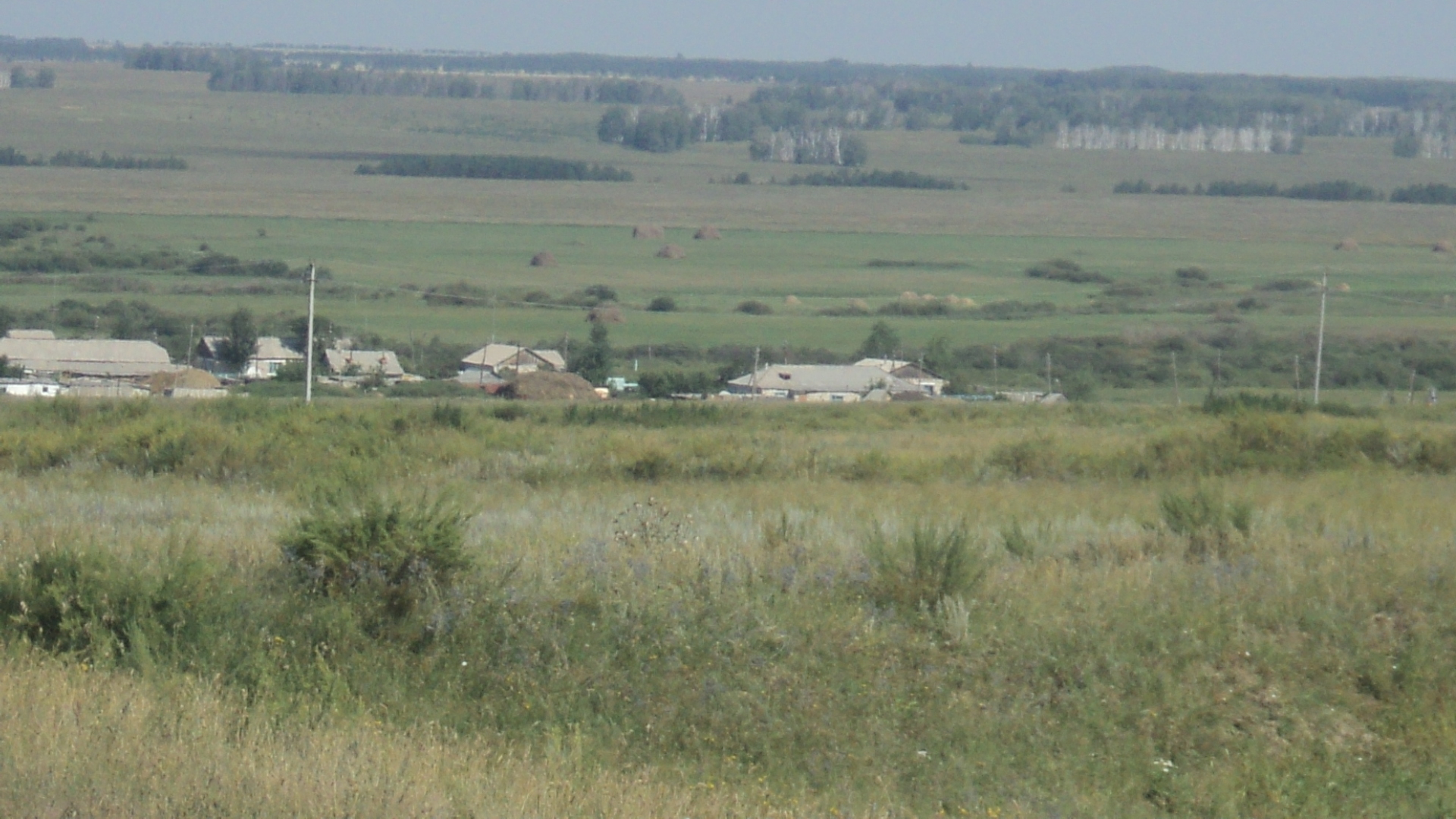
Окрестности Уйского.
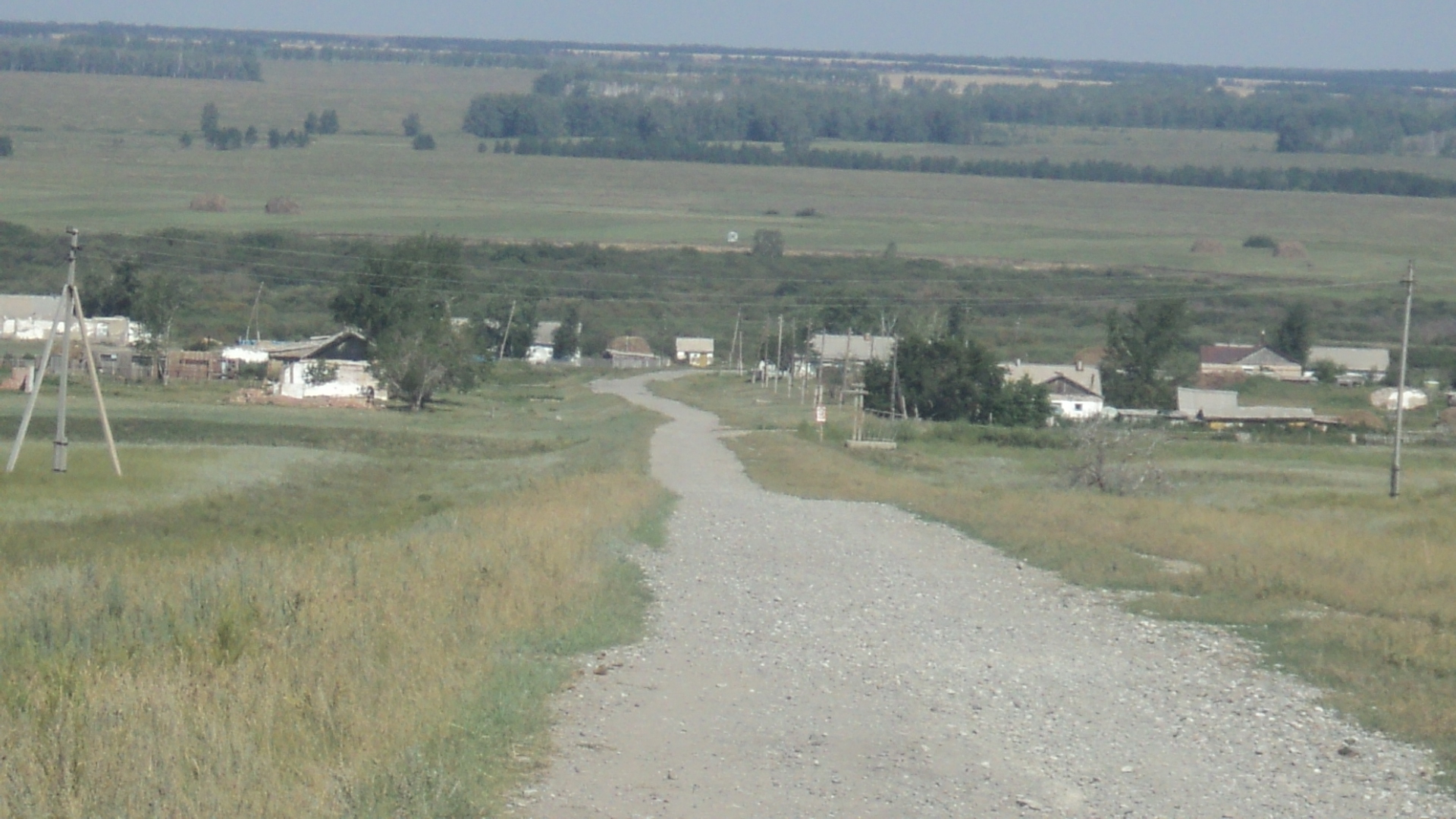
Уйское.
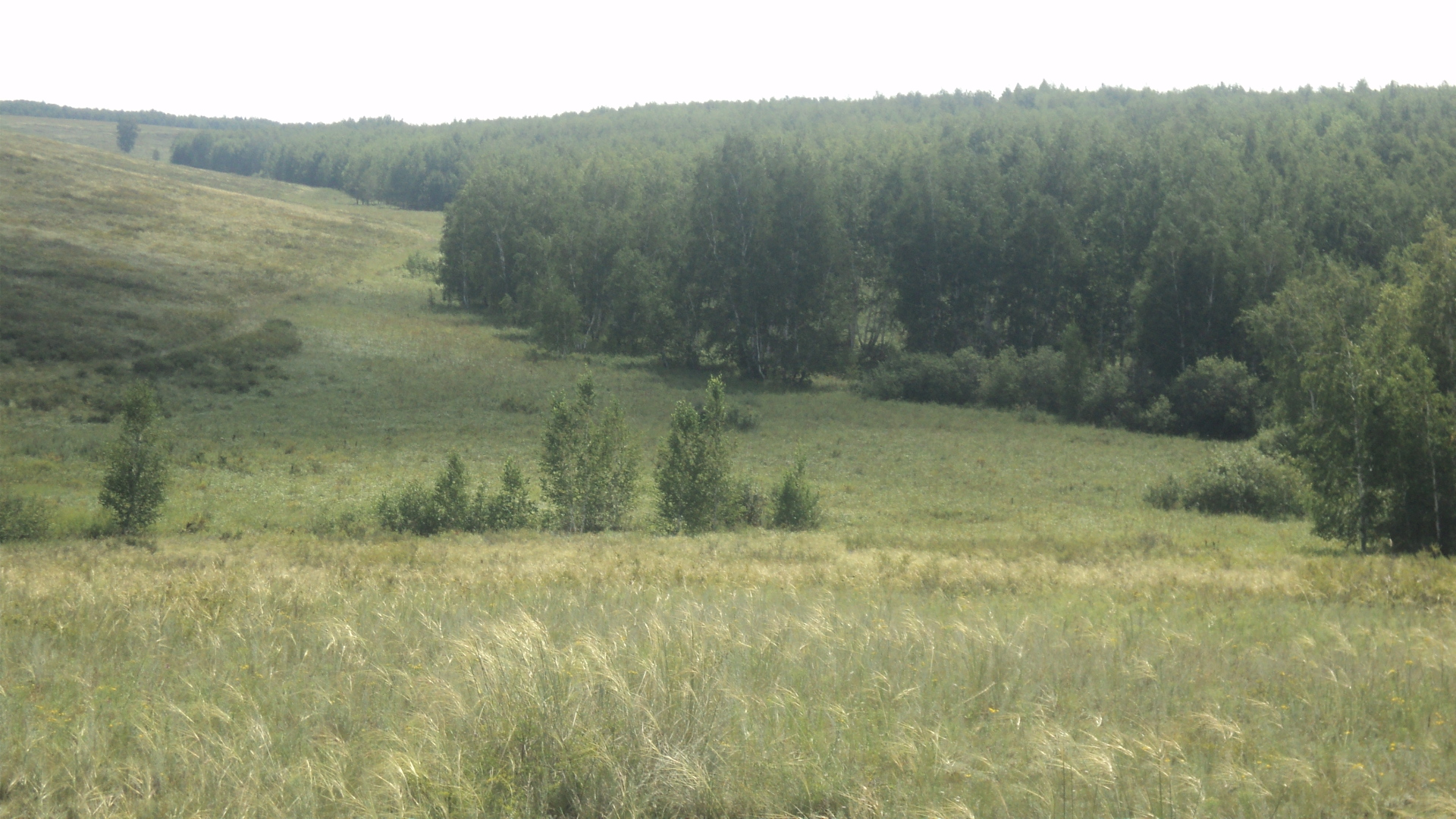
Окрестности Уйского. Лес Теренсай.
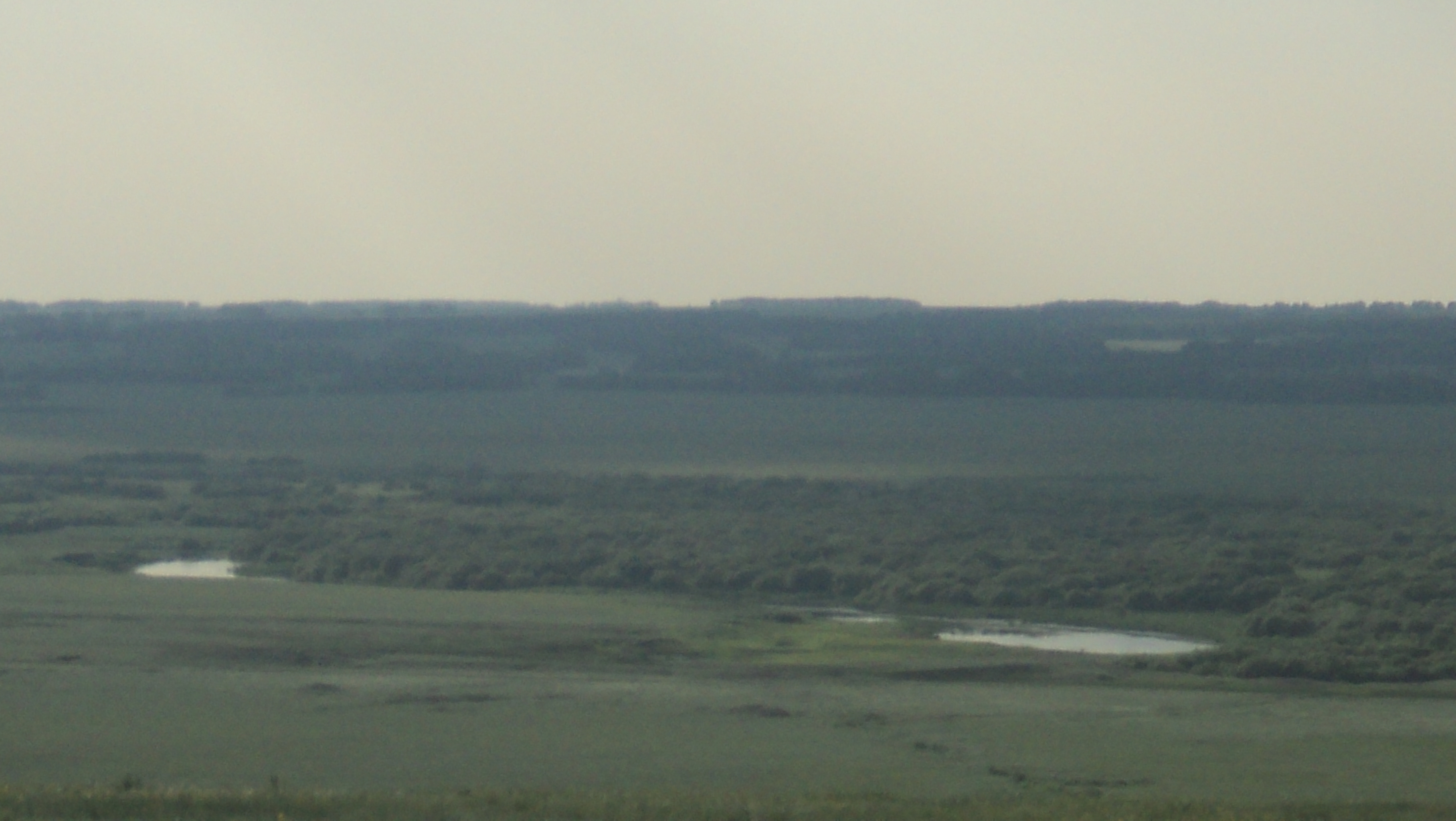
Река Уй.